# Roman Ungern von Sternberg
El baró Roman Fiódorovitx Ungern von Sternberg (Graz, 22 de gener de 1886 — Novossibirsk, 15 de setembre de 1921), conegut com el baró negre, blanc o vermell, fou un militar rus, tinent general de les forces russes blanques i més tard senyor de la guerra pel seu compte. Se'n recorda alhora la crueltat extrema, l'antisemitisme i la megalomania.

## Biografia
Ungern va néixer per atzar ma la ciutat austríaca de Graz, fill d'una família noble d'alemanys d'origen bàltic. Va créixer a la ciutat de Reval, altre nom de Talinn, a Estònia. Per la seva indisciplina va ser expulsat tant del col·legi com de l'escola de cadets de l'armada. Es va graduar finalment a l'acadèmia militar Pavlovsk i va participar en la Primera Guerra Mundial.

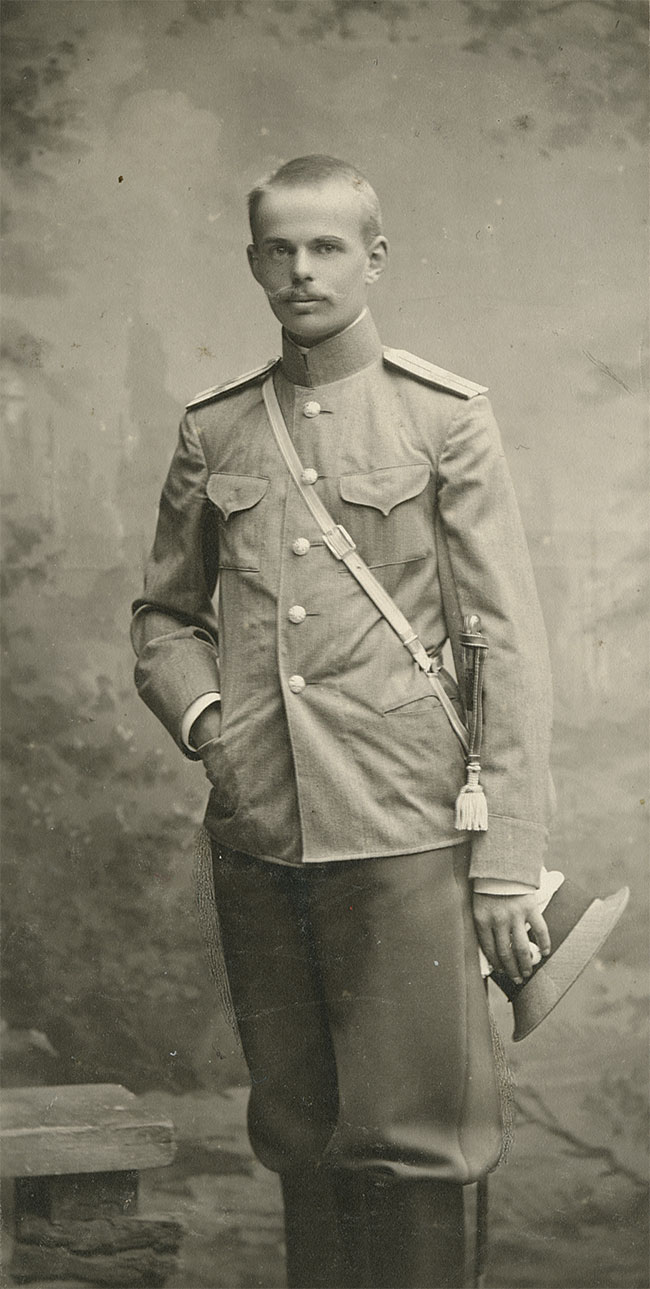
Roman von Ungern devers 1909

Després de la revolució de febrer del 1917 va ser enviat a l'extrem orient rus a les ordres del general cosac Gregori Mikhàilovitx Semiónov per a establir una presència militar lleial a la zona. Es va distingir per la seva crueltat amb les poblacions locals i amb els seus subordinats. El 1920 es va separar de Semiónov i va decidir restablir la dinastia Qing a la Xina. A final del 1920 va entrar la Mongòlia ocupada per les tropes xineses de la qual el xinès Hu Shuh Tseng n'era governador. Anava al front d'un exèrcit de russos (blancs), i aventurers de diverses nacionalitats i el 1r de maig de 1920 havia format una tropa de voluntaris buriats i mongols a Dàuria. Amb aquestes forces va expulsar els xinesos a començament de 1921. Va entrar a la capital Urga (avui Ulaanbaatar) el 3 de febrer de 1921 i declarar restaurada la independència mongola (13 de març de 1921) sota la monarquia teocràtica del Jebtsundamba Kutuktu Bogd Khan. El baró va rebre el títol de ‘príncep dues vegades valent’.
Segons Konstantin Noskov, la bandera que feia servir Ungern era groga amb l'àguila imperial negra. Segons el llibre de L. Iuzefovitx, Emperor of desert, la divisió asiàtica del general Ungern tenia la bandera russa de tres colors amb la inscripció daurada Miquel II (Mikhaïl II, germà de l'últim emperador de Rússia). Segons el vexil·lòleg francès Lucien Philippe la bandera de l'exèrcit d'Ungern era blava i la personal era groga amb una U negra al centre.
Els següents mesos Ungern i la seva gent es van desacreditar amb contínues malifetes i crueltats. El líder de les forces amigues dels bolxevics, Damdin Sükhbaatar amb l'ajuda de l'exèrcit roig va derrotar Ungern. El maig, Ungern va intentar envair territori bolxevic prop de Troitskosavsk (avui Kiakhta, Buriàtia) però després d'alguns successos inicials el maig i el juny, va ser derrotat el juliol i l'agost, i fou capturat pels seus propis soldats i entregat a l'exèrcit roig el 21 d'agost de 1921.
Després d'un ràpid judici militar sumaríssim —vist avui com el prototip dels judicis espectacles típics de l'Unió Soviètica— fou executat a Novonikolàievsk (avui Novossibirsk, Rússia) el 15 de setembre de 1921.

### La Primera Guerra Mundial
Durant la Primera Guerra Mundial, Ungern va lluitar a Galítsia. Se'l considerava un oficial molt valent, però una mica imprudent i mentalment inestable. El general Piotr Wrangel (1878-1920) esmentava a les seves memòries que tenia por d'ascendir Ungern.

### La Revolució Bolxevic
Després de la revolució de febrer del 1917, va ser enviat pel Govern Provisional Rus a l'Extrem Orient Rus, sota el domini de Grigori Semiónov, per a establir una presència miliar lleial allà.
Després de la revolució d'octubre, Semiónov i la seva mà dreta, Ungern, es van aixecar contra el nou govern bolxevic. Semiónov, al qual donaven suport els japonesos, va nomenar a Ungern governador de l'àrea gran del Sud-est oriental més enllà del llac Baikal. En els mesos següents Ungern es va distingir per la seva crueltat extrema cap a la població local i cap als seus propis subordinats. Així va ser com es va guanyar el renom del «Baró Sanguinari».
Semiónov i Ungern, encara que eren antibolxevics, no eren part del moviment Blanc i van refusar reconèixer l'autoritat de l'Almirall Aleksandr Koltxak, el líder de l'Exèrcit Blanc. Tanmateix, tenien el suport dels japonesos amb diners i armes. La intenció japonesa era trobar un estat titella al Llunyà Orient Rus encapçalat per Semiónov.
L'exèrcit d'Ungern estava compost per una barreja de tropes russes, cosacs del Transbaikal i buriats, l'anomenada Divisió Asiàtica de Cavalleri. Aquesta unitat robava els trens d'alimentació tant dels Blancs com dels Rojos. Des que Koltxak va instal·lar la seva base a Sibèria, Semiónov i Ungern operaven a l'est de Koltxak a l'àrea del Transbaikal. Els seus atacs als trens del Transsiberià entrebancaven el funcionament de Koltxak als Urals.

### Dictadura de Mongòlia
Anheleva recrear a l'Àsia Central un nou i vast Imperi. La invasió d'Ungern a Mongòlia, va immortalitzar el seu nom i va alterar el curs del destí de Mongòlia. Després de la Revolució d'octubre, va lluitar contra els comunistes en l'exèrcit de l'ataman Semiónov, i abans d'anar a Mongòlia va ser fet general. Ungern va viatjar centenars de quilòmetres a cavall fins a Khovd en haver sentit les notícies que havia de ser alliberat.
Quan Ungern va entrar a Mongòlia a prop del riu Onon els veïns li van donar una benvinguda calorosa. Els mongols suposaven que el mateix Tsar l'havia enviat per expulsar els soldats xinesos i alliberar Mongòlia.
Els Mongols, dels quals l'odi als xinesos havia assolit un punt crític, van veure el baró Ungern com el seu salvador i es van unir al seu exèrcit i li van donar provisions fresques. Ungern era conscient de les expectatives dels mongols i va procurar despertar el suport mongol dient que el seu objectiu era alliberar Mongòlia dels xinesos, restaurar el Bogd Khaan al tron legítim i recrear la independència.
El baró va reclutar mongols per a reforçar les seves forces i va atacar el 26 d'octubre de 1920. Després de deu dies de batalla, Ungern no tenia cap altra opció, només retirar-se. Va ser capaç de mobilitzar molts mongols dient que l'alliberaria el Bogd dels xinesos i reanimaria la religió. Aquest rus es va posar un deel mongol (vestit nacional) amb la insígnia d'un general sobre l'espatlla, es va proclamar budista i va nodrir els projectes grandiosos de reanimar l'Imperi de Genguis Kan. A la primeria de l'any 1921, va fer un atac sorpresa contra els xinesos, va entrar a Bogd i va rescatar el Bogd Khan. La batalla va continuar durant aproximadament deu dies i Urga va ser alliberada el 4 de febrer de 1921. Els xinesos van escapar.
Ungern va planificar tornar els reis de Mongòlia, la Xina i Manxúria al poder. Com a primer pas, va posar el Bogd Khan de nou al tron, va restaurar l'autonomia i va formar cinc ministeris. En reconeixement de la seva gesta per retornar a l'autonomia; el Bogd Khan va concedir Ungern amb el títol de khoshoi chin van. (‘príncep dues vegades valent’).
El nou govern va enviar una declaració a països estrangers buscant el reconeixement per a l'autonomia de la Mongòlia. Ungern va començar un programa, que més tard li faria guanyar l'epítet de Baró Sanguinari. Ell va afirmar que adorava Genguis Kan i confiava en els mongols, però odiava els bolxevics i els jueus, dels quals n'hi havia molts a Urgà. Un sàdic Coronel Sepailov va ser designat el governador d'Urgà per Ungern. Ell era boig i un assassí natural, i no estaria satisfet fins que tots els jueus i bolxevics d'Urgà fossin morts. Les tropes de Xu Shuzeng que van ser concentrades a prop de Kalgan planificaven una altra ofensiva. Una gran batalla va ocórrer a prop de Choir on aproximadament de tres a quatre mil soldats xinesos van morir, marcant el final de la unitat xinesa militar.
Ara que Mongòlia s'havia fet un bastió de les Guàrdies anticomunistes Blanques d'Ungern, les autoritats a Moscou i Verkhneudinsk van començar a prendre mesures d'emergència. Els Soviets van començar a conduir dues polítiques diferents respecte a Mongòlia. El Comintern i les autoritats de la República de l'Extrem Orient no volien perdre Mongòlia, submergits en el romanticisme revolucionari. El seu objectiu era encendre les flames de la revolució a l'est i per aquesta raó havien d'entrenar revolucionaris i enviar l'Exèrcit Roig a Mongòlia per a expulsar la Guàrdia Blanca. No es van preocupar de si Mongòlia era part de la Xina o no. La Comissaria soviètica d’Afers Exteriors i altres cercles diplomàtics  consideraven la cosa de manera més pragmàtica. Creien que la qüestió havia de ser resolta a Pequín. Eren una part de la Xina i pensaven que aquells mongols que se'ls acostaven demanant ajuda per a oposar-se a la Xina eren massa ingenus. Van demanar permís als xinesos per a enviar l'Exèrcit Roig al «llur» territori per lluitar contra Ungern.
El Comintern va crear un partit polític armat amb la teoria revolucionària per a administrar aquest govern, i establir un exèrcit nacional. Dos projectes van ser desenvolupats per enderrocar Ungern i la seva Divisió de Cavalleria asiàtica. El 1920-21 Xumiatski va perfilar el pla de crear una unitat mongola revolucionària, la va armar i que conduirira les Guàrdies Blanques cap a la frontera. D'altra banda l'Exèrcit Roig els trobaria. El pla calculat pel govern de la República de l'Extrem Orient era totalment diferent, ells demanaven a l'Exèrcit Roig d'avançar fins a Urga. La contradicció entre els dos projectes no era si l'Exèrcit Roig ocuparia Urga, sinó en les dues actituds diferents cap a la revolució a Mongòlia. El primer ministre de la República de l'Extrem Orient Oriental N. Matvéiev i el comandant del Cinquè Exèrcit A. Matiasevitx veien l'avenç de l'Exèrcit Roig a Urga com un acte imprudent. L'ocupació era una qüestió diplomàtica i havia de ser considerada separadament d'Ungern.

### Derrota, captura i execució
Després d'escapar d'Urga, les dues divisions de cavalleria d'Ungern es van instal·lar a prop de Hüitnii Am a la part central de Mongòlia. L'Exèrcit Roig, que havia entrat a Urga, va conduir Ungern al nord a la frontera de la Rússia Soviètica. Ungern va presentar una resistència rígida a ambdós costats de la frontera Soviètica-Mongol, però va ser capturat i lliurat a l'Exèrcit Roig el 22 d'agost de 1921 pels mateixos mongols que ell mateix havia reclutat. Ell no va ser capturat a Irkutsk, sinó a Novonikolàievsk, que era la capital oficial de Sibèria. El judici va rebre una àmplia cobertura en la premsa. Va ser condemnat a ser afusellat. Quan les notícies de la seva mort van arribar a Urgà, a iniciativa del Bogd els temples i monestirs van sostenir una cerimònia de res contra el seu nom. El primer ministre Magsarjav del govern d'Ungern va decidir silenciosament llançar al seu terreny amb el govern de la gent, i 21 de juliol de 1921 va massacrar els russos Blancos a Uliastai. Cap al final de l'any els exèrcits Blancs a Mongòlia occidental havien estat o destruïts o expulsats. L'exèrcit d'Oremburg va ser localitzat a prop de Chuguchak a Xinjiang. Havent après de l'enorme gesta d'Ungern a Mongòlia, van escapar cap a l'est, però van trobar l'Exèrcit Roig a Shar sum. El general es va rendir i va ser posat sota detenció. Va ser executat silenciosament. Les tropes conduïdes per Baikalov i Khasbaatar van ser assetjades durant quaranta-dos dies pels romanents de les unitats Blanques. Cap a gener de 1922 la part occidental de Mongòlia gairebé totalment havia estat alliberada de les Guàrdies Blanques. L'Exèrcit Roig va romandre allà, com ja havien concedit una demanda d'ells per quedar-se l'agost de 1921. Un nombre de factors van ajudar a fer el Baró Sagnant notori. Un d'ells era un llibre titulat Bèsties, Homes i Déus, escrit més tard per un professor polonès de la Universitat d'Omsk, Fernindand Ossendowski. Ell va viatjar per l'Est de Mongòlia i Urgà, va travar amistat amb Ungern i va testificar les batalles entre Ungern i els comunistes, i va escriure sobre ells amb eloqüència.
Una altra cosa que va fer a Ungern una llegenda era el tresor enterrat de la Divisió de Cavalleria asiàtica. El seu valor és insignificant comparat a l'or de Torí que va desaparèixer cap al final de la Segona Guerra Mundial; tanmateix, com Ossendowski competeix, molts artefactes valuosos i 1800 quilograms d'or, argent i pedres precioses van quedar ocultats. Encara que això fos el tresor del futur Imperi que Unger va planificar construir, després de l'arribada de l'Exèrcit Roig, els va enviar a un banc a Jailar per al dipòsit. Els soldats que porten els tresors eren incapaços de travessar la frontera mongola i van enterrar tots els tresors a les estepes de Mongòlia d'Est. Fins ara ningú no n'ha trobat l'amagatall i els rumors que envolten el tresor s'han convertit en llegenda.

## En les arts
Aquest curiós personatge apareix en el 24è àlbum de les aventures de Corto Maltès Corte Sconta detta Arcana del dibuixant italià Hugo Pratt. Va inspirar un  dibuix fantasmagòric d'Edmond Busquets.